# Lista de deputados estaduais de Sergipe da 1.ª legislatura
Essa é uma lista de deputados estaduais eleitos para o período 1947-1951. 32 deputados eleitos.

## Composição das bancadas
| Partido | Líder                      | Bancada | Posição  |
| ------- | -------------------------- | ------- | -------- |
| PSD     | José Correia dos Santos    | 13 / 32 | Governo  |
| UDN     | Seixas Dória               | 9 / 32  | Oposição |
| PR      | Sílvio Teixeira            | 7 / 32  | Governo  |
| PCB     | Armando Domingues da Silva | 1 / 32  | Oposição |
| PTB     | Francisco de Araújo Macedo | 1 / 32  | Governo  |
| PSB     | Orlando Dantas             | 1 / 32  | Oposição |

## Deputados estaduais
| Número | Deputados estaduais eleitos | Partido | Votação | Percentual | Cidade onde nasceu  | Unidade federativa |
| 41225  | José Correia dos Santos     | PSD     | 2.383   | 3,50%      | Aracaju             | Sergipe            |
| 41484  | Manoel Francisco Teles      | PSD     | 1.694   | 2,49%      | Itabaiana           | Sergipe            |
| 22211  | José Dória de Almeida       | UDN     | 1.542   | 2,26%      | Aracaju             | Sergipe            |
| 20221  | Moacyr Sobral Barreto       | PR      | 1.502   | 2,21%      | Lagarto             | Sergipe            |
| 22666  | Jocelino Emílio Carvalho    | UDN     | 1.358   | 1,99%      | Lagarto             | Sergipe            |
| 20048  | Sílvio Teixeira             | PR      | 1.346   | 1,98%      | Aracaju             | Sergipe            |
| 22048  | Lourival Baptista           | UDN     | 1.303   | 1,91%      | Entre Rios          | Bahia              |
| 22888  | Pedro Diniz Gonçalves Filho | UDN     | 1.233   | 1,81%      | Laranjeiras         | Sergipe            |
| 20999  | Pedro Soares                | PR      | 1.230   | 1,81%      | Barra dos Coqueiros | Sergipe            |
| 41000  | Martinho Dias Guimarães     | PSD     | 1.227   | 1,80%      | Propriá             | Sergipe            |
| 22999  | Edgard Brito                | UDN     | 1.173   | 1,72%      | Itaporanga d'Ajuda  | Sergipe            |
| 20015  | Pedro de Medeiros Chaves    | PR      | 1.146   | 1,68%      | Propriá             | Sergipe            |
| 41015  | José de Carvalho Déda       | PSD     | 1.139   | 1,67%      | Paripiranga         | Bahia              |
| 41199  | Antônio Franco Filho        | PSD     | 1.069   | 1,57%      | Aracaju             | Sergipe            |
| 22122  | Seixas Dória                | UDN     | 1.065   | 1,56%      | Propriá             | Sergipe            |
| 20222  | Flávio de Menezes Prado     | PR      | 1.042   | 1,53%      | Poço Redondo        | Sergipe            |
| 22200  | Benjamim Alves de Carvalho  | UDN     | 1.013   | 1,49%      | Aracaju             | Sergipe            |
| 41234  | Edelzio Vieira de Melo      | PSD     | 1.013   | 1,49%      | Rosário do Catete   | Sergipe            |
| 22300  | Francisco de Souza Porto    | UDN     | 1.008   | 1,48%      | Aracaju             | Sergipe            |
| 41123  | Manoel Conde Sobral         | PSD     | 997     | 1,46%      | Salgado             | Sergipe            |
| 20369  | Cícero Bezerra Lemos        | PR      | 965     | 1,42%      | Umbaúba             | Sergipe            |
| 20500  | Hermeto Rodrigues Feitosa   | PR      | 953     | 1,40%      | Porto da Folha      | Sergipe            |
| 41425  | Manoel Ribeiro              | PSD     | 951     | 1,39%      | São Cristóvão       | Sergipe            |
| 22700  | Esperidião Noronha          | UDN     | 924     | 1,35%      | Itabaiana           | Sergipe            |
| 41800  | Levindo Cruz                | PSD     | 883     | 1,29%      | Estância            | Sergipe            |
| 41678  | Horácio de Góis             | PSD     | 863     | 1,27%      | Riachão do Dantas   | Sergipe            |
| 41999  | João Melo de Oliveira       | PSD     | 861     | 1,26%      | São Domingos        | Sergipe            |
| 41888  | Joaquim Martins Fontes      | PSD     | 817     | 1,20%      | Lagarto             | Sergipe            |
| 41001  | Marcos Ferreira de Jesus    | PSD     | 796     | 1,17%      | Simão Dias          | Sergipe            |
| 21100  | Armando Domingues da Silva  | PCB     | 657     | 0,96%      | Entre Rios          | Bahia              |
| 14444  | Francisco de Araújo Macedo  | PTB     | 561     | 0,82%      | Boquim              | Sergipe            |
| 40000  | Orlando Dantas              | PSB     | 507     | 0,74%      | Capela              | Sergipe            |